# La Bosse (Doubs)
 La Bosse  es una población y comuna francesa, en la región de Franco Condado, departamento de Doubs, en el distrito de Montbéliard y cantón de Le Russey.

## Demografía
| 86 | 59 | 48 | 55 | 46 | 66 |
| Para los censos de 1962 a 1999 la población legal corresponde a la población sin duplicidades (Fuente: INSEE [Consultar]) |    |    |    |    |    |